# L'Alfàs del Pi
L'Alfàs del Pi (em valenciano e oficialmente) ou Alfaz del Pi (em castelhano) é um município da Espanha na província de Alicante, Comunidade Valenciana. Tem 19,26 km² de área e em 2021 tinha 20 495 habitantes (densidade: 1 064,1 hab./km²).

## Demografia
| Variação demográfica do município entre 1991 e 2004 | Variação demográfica do município entre 1991 e 2004 | Variação demográfica do município entre 1991 e 2004 | Variação demográfica do município entre 1991 e 2004 |
| --------------------------------------------------- | --------------------------------------------------- | --------------------------------------------------- | --------------------------------------------------- |
| 1991                                                | 1996                                                | 2001                                                | 2004                                                |
| 9075                                                | 12547                                               | 11103                                               | 14656                                               |

## Património
- Farol de Albir, aberto como centro de visitantes e equipado com wifi e casas de banho[2].